# فرودگاه نولاتو
فرودگاه نولاتو (به انگلیسی: Nulato Airport) یک فرودگاه همگانی با کد یاتا NUL است که یک باند فرود شن دارد و طول باند آن ۱۲۱۹ متر است. این فرودگاه در شهر نولاتو، آلاسکا کشور ایالات متحده آمریکا قرار دارد و در ارتفاع ۱۲۲ متری از سطح دریا واقع شده‌است.